# بیترن، ویکتوریا
بیترن (به انگلیسی: Bittern) یک منطقهٔ مسکونی در استرالیا است که در ویکتوریا (استرالیا) واقع شده‌است.